# Serious Fun (The Knack)
Serious Fun è il quarto album in studio del gruppo musicale statunitense The Knack, pubblicato il 16 gennaio 1991.

## Tracce

### Edizione originale
1. Rocket O' Love – 3:10
2. I Want Love (Berton Averre, Doug Fieger, Prescott Niles, Pat Torpey) – 4:02
3. Serious Fun – 4:32
4. One Day at a Time – 4:25
5. River of Sighs – 5:30
6. Let's Get Lost – 4:10
7. Can Tickle – 0:40
8. Shine – 3:52
9. Won't Let Go/Aces & Eights – 4:55
10. Body Talk (Berton Averre, Doug Fieger, Prescott Niles, Pat Torpey) – 4:24
11. (I'll Be Your) Mau Mau – 3:52
12. Doin' the Dog – 3:45

### Riedizione
1. Rocket O' Love – 3:10
2. I Want Love (scritto da Berton Averre, Doug Fieger, Prescott Niles, Pat Torpey) – 4:02
3. Serious Fun – 4:32
4. One Day at a Time – 4:25
5. River of Sighs – 5:30
6. Let's Get Lost – 4:10
7. Can Tickle – 0:40
8. Shine – 3:52
9. Won't Let Go/Aces & Eights – 4:55
10. Body Talk (scritto da Berton Averre, Doug Fieger, Prescott Niles, Pat Torpey) – 4:24
11. (I'll Be Your) Mau Mau – 3:52
12. Doin' the Dog – 3:45
13. Down w/the Blond (Pts. I & II) – 7:14
14. The Spinning Song – 3:43
15. Nowhere to Run (scritto dagli Holland-Dozier-Holland) – 3:56
16. A Prayer – 4:15